# Akrotiri (Santorí)
|  | Aquest article tracta sobre ciutat prehistòrica de Santorini. Vegeu-ne altres significats a «Akrotiri». |

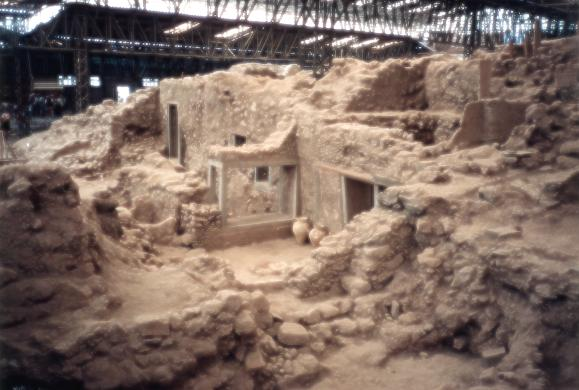
Jaciment arqueològic a Akrotiri

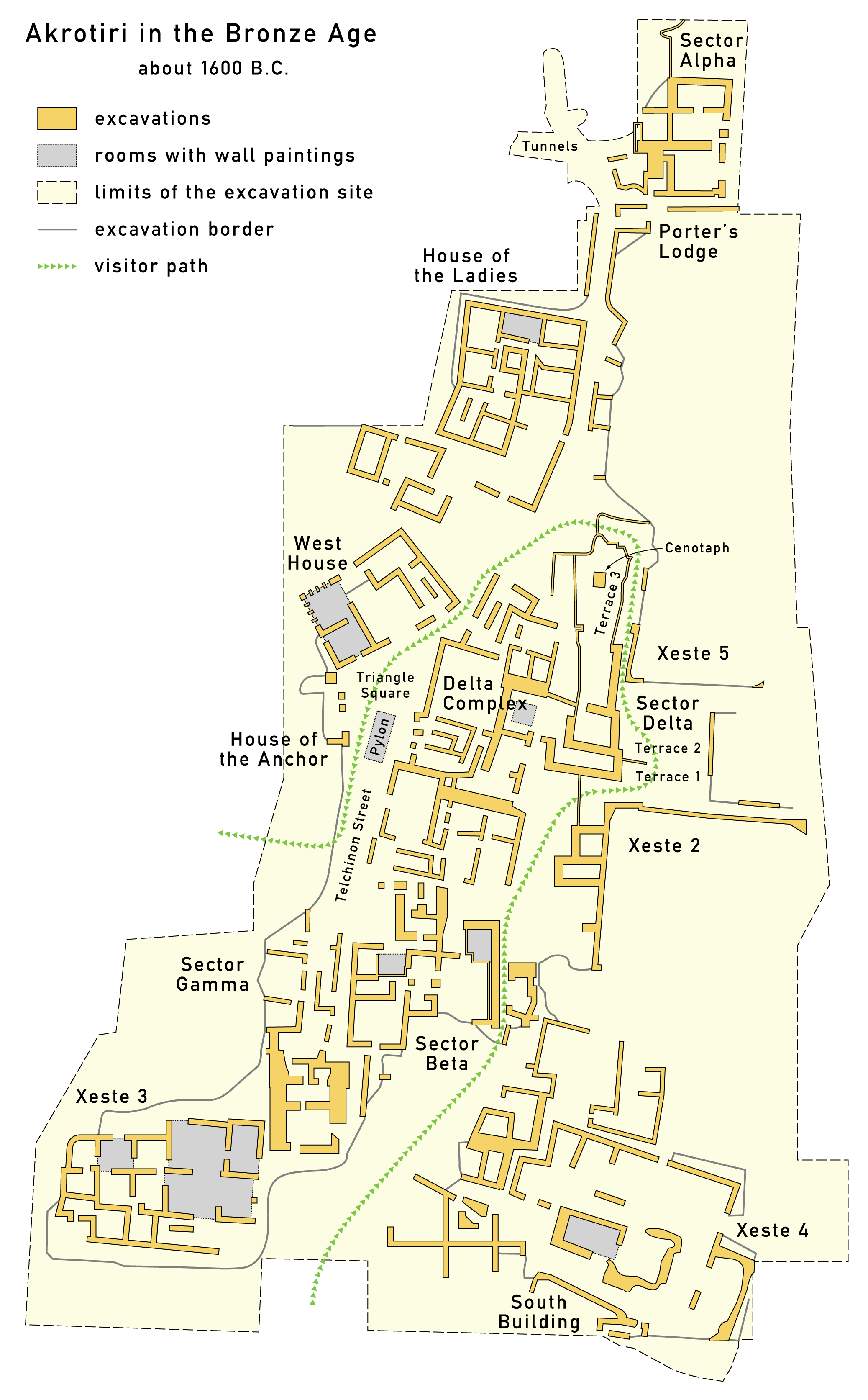
Mapa d'Akrotiri durant l'edat del bronze

Akrotiri és un jaciment arqueològic de la civilització minoica de l'edat del bronze a l'illa grega de Santorí (antigament, illa de Thera), a uns 100 km al nord de Creta. Aquesta illa forma part de l'arxipèlag de les Cíclades.
El lloc del jaciment correspon al d'un assentament que, tenint en compte els estils dels atuells i pintures murals trobats a les excavacions, s'ha descobert que es remunta a la civilització minoica. El jaciment pren el nom del poble grec que es troba en un turó pròxim, mentre que el nom original de l'assentament es desconeix. Les descobertes durant les excavacions, començades l'any 1967 per Spirídon Marinatos, han arribat a la conclusió que les pintures murals dels edificis reflectien la vida real de la població.
L'excel·lent estat de conservació del lloc —similar al de les ruïnes romanes de Pompeia— es deu al fet que va ser cobert per tefra d'una erupció volcànica (l'erupció minoica) succeïda a mitjan segon mil·lenni aC.

## Història

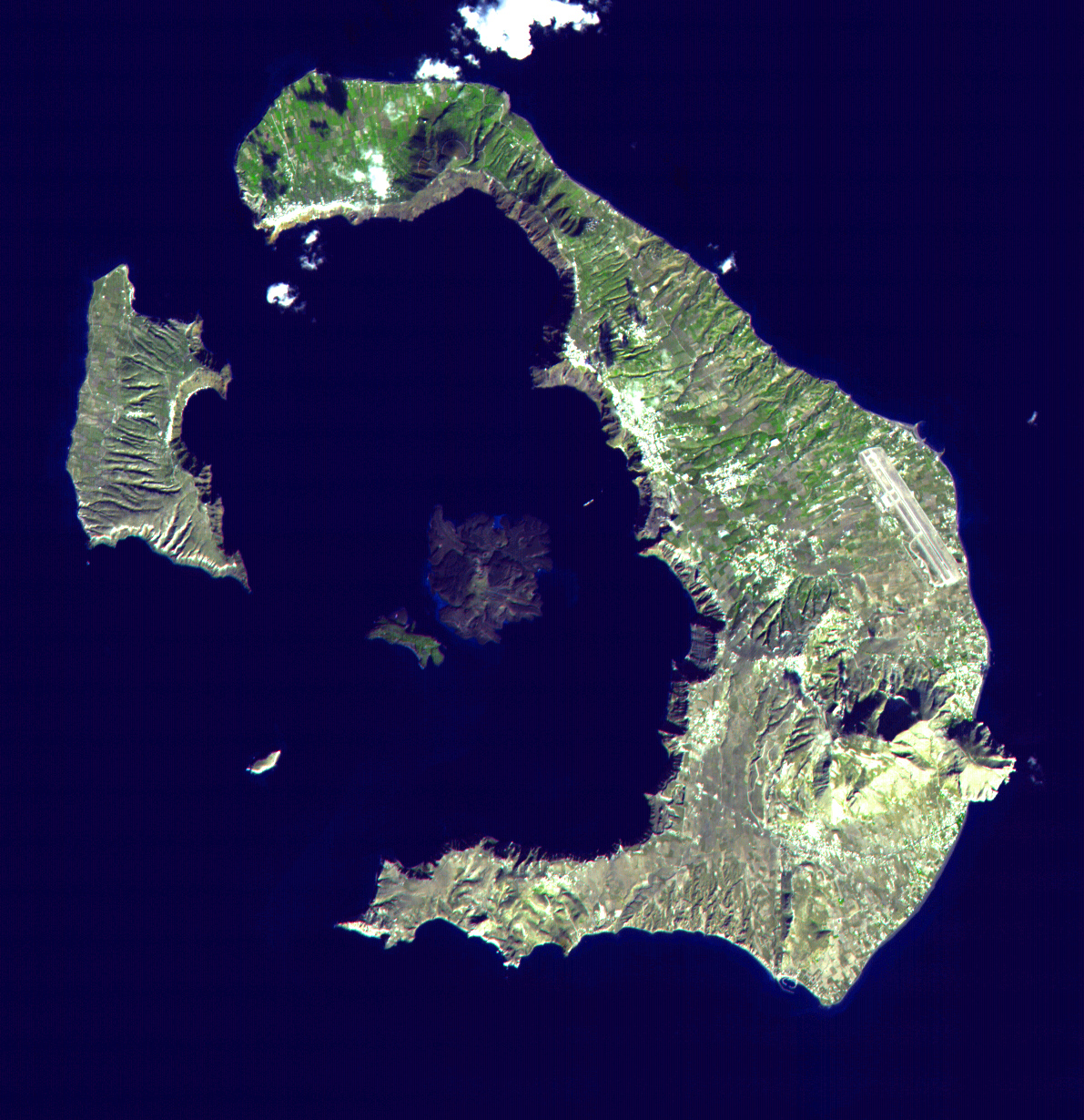
L'explosió d'una caldera volcànica és visible al contorn actual de l'illa

L'aspecte actual de Santorí es deu al fet que en aquest petit arxipèlag hi ha el cràter de l'únic volcà actiu de la mar Egea; de fet, l'última erupció ocorregué l'any 1711. Gràcies a això, les illes són molt fèrtils, i és per això que, durant la construcció del canal de Suez, aquestes s'utilitzaren com a pedrera per la facilitat d'extreure terra dels seus penya-segats i produir un ciment d'excel·lent qualitat.
L'activitat duta a terme durant la dècada de 1859-1869 fou decisiva perquè es trobessin les restes arqueològiques millor conservades després de les de Pompeia i Herculà. El químic M. Christomanos i el mineralogista M. Alafousos van ser els primers a adonar-se de la magnitud de la descoberta, en trobar una casa tota intacta. També per aquestes dates el vulcanòleg francès Ferdinand Fouqué va fer-hi alguna excavació. Però fou sobretot amb la intervenció de l'Escola Francesa d'Arqueologia, amb Herni Mamet i Henri Gorceix, quan es realitzà de manera sistemàtica l'excavació de l'illa, i més endavant, gràcies a l'impuls de la Societat Arqueològica d'Atenes amb Spirídon Marinatos (anys seixanta del segle xx) i Khristos Dumas (anys setanta del segle xx), se'n va establir un mètode correcte d'extracció de les restes.
Els vestigis trobats a Akrotiri corresponen al final de l'edat del bronze, minoic recent, també denominat dels «segons palaus» o «període neopalatí» (1600 aC-1450 aC), tot i haver-s'hi trobat restes pertanyents al bronze antic i mitjà. El procés de destrucció de l'illa fou lent, segons diversos estudis realitzats, i se n'estableixen diverses fases. En un primer moment, hi hagué una gran activitat sísmica que va provocar l'abandonament de l'illa, tot i que s'ha documentat una posterior repoblació que va portar feines de drenatge i restauració d'aquells edificis derruïts. En el moment en què s'estava portant a terme aquesta reparació, es va produir un segon terratrèmol que comportà l'erupció del volcà (anomenada també erupció minoica) i el consegüent enfonsament de l'illa. Les investigacions dels vulcanòlegs van descobrir una primera capa fina de pedra tosca, seguida d'una altra de la mateixa pedra i una deposició de cendra volcànica de més de 50 metres de gruix.
Tanmateix, no ha estat possible establir una data exacta de la destrucció d'Akrotiri:
- La datació per carboni-14 la situa entre el 1700 i el 1610 aC[6]
- L'estudi de cendres dipositades a l'illa de Groenlàndia, cap a 1645 aC
- Els estudis de dendrocronologia realitzats en arbres de Califòrnia la daten del 1626-1628 aC
- Molt similar a les anàlisis efectuades en un fragment de branca d'olivera trobat al mateix jaciment, 1627-1600 aC

L'absència de restes humanes ha portat a pensar que van poder fugir a temps, però no se sap res sobre el seu destí, ja que no apareixen anomenats en cap font escrita, per la qual cosa s'ha establert la hipòtesi que, a conseqüència de l'enfonsament de la part central de l'illa, es produís un tsunami que ho va arrossegar tot al seu pas.
Després d'estar un temps abandonada, al segle ix aC, es fundà la colònia espartana de Thera, nom amb el qual es coneix actualment l'illa, que continuarà en peus fins a l'època romana. La influència cristiana es feu sentir al segle iv en construir basíliques sobre els temples grecoromans. A l'època contemporània, passarà de mans venecianes a turques, i finalment a gregues.

## El jaciment

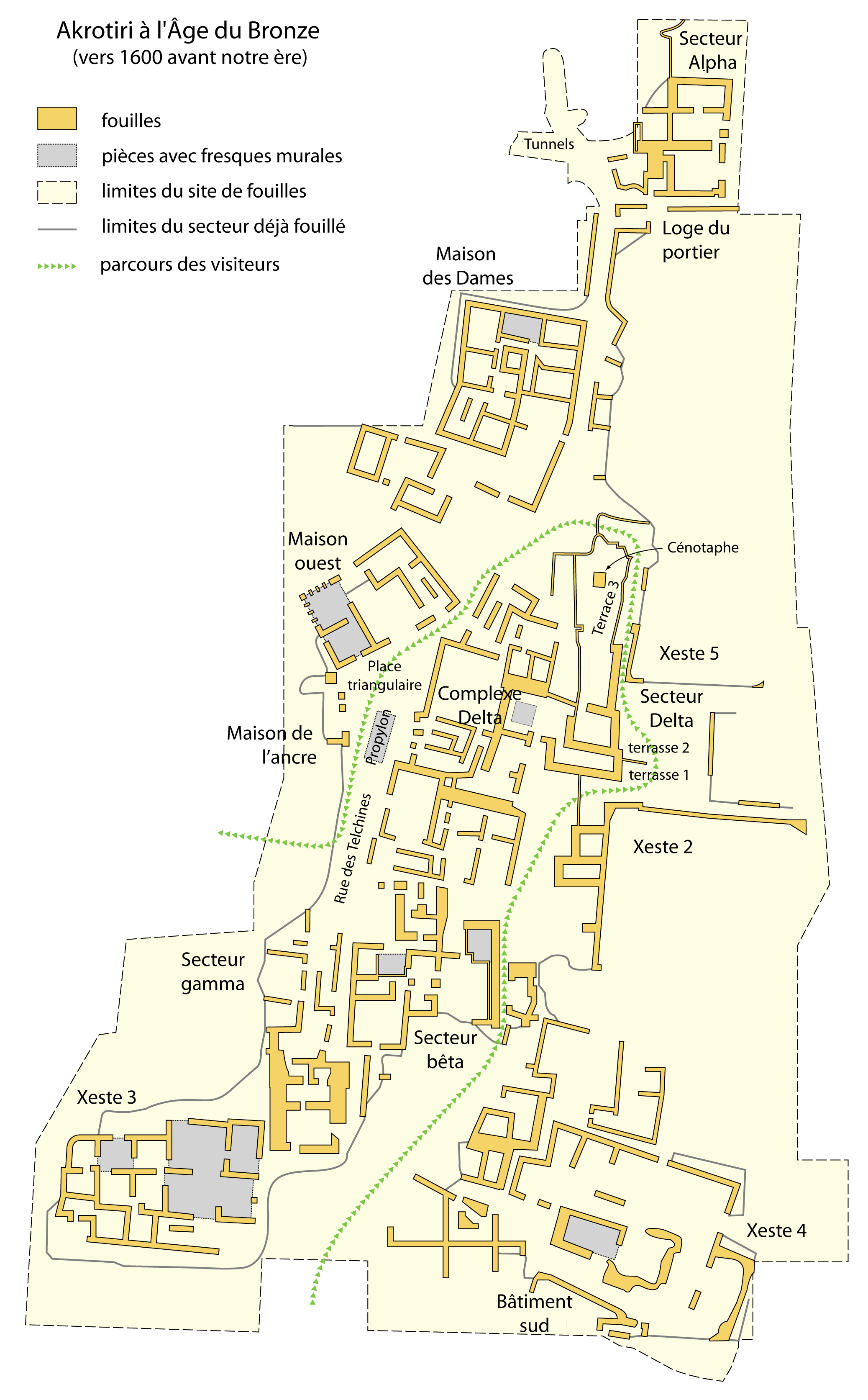
Plànol del jaciment d'Akrotiri

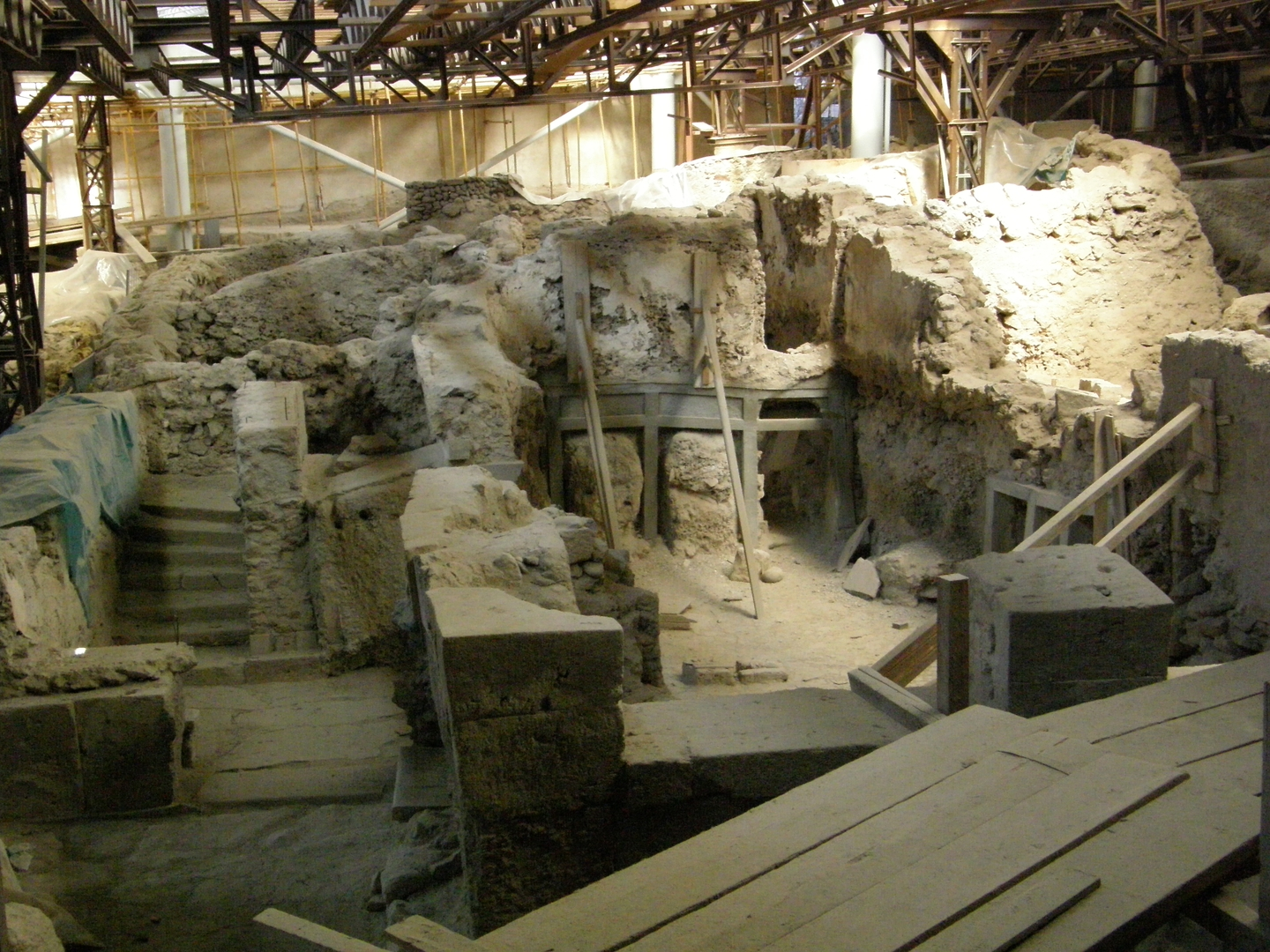
La casa anomenada Xeste 3: al primer pla, les parets de pedra picada; a l'interior l'escala, i un tipus de marc de fusta de construcció minoica

Akrotiri és un dels jaciments fonamentals a l'hora d'estudiar l'arquitectura domèstica de l'època minoica. Gràcies al bon estat de conservació dels edificis, podem conèixer quin era el mètode constructiu, els materials utilitzats, estructura i ordenació dels habitatges, decoració utilitzada, etcètera.
Segons els primers signes de l'era neolítica del segle v aC, la ciutat es trobava en un turó a uns dos-cents metres de la costa actual. Les ceràmiques trobades es relacionen amb els tipus de les illes de Míkonos i Andíparos; així, se n'ha datat la primera colonització en el primer període de les Cíclades, l'any 3000 aC, i s'ha demostrat que el treball del metall trobat data de prop del 2500 aC; també sembla que hi ha vestigis de guerres dels anys 2600 aC al 2500 aC, i és possible que alguns participants es refugiessin a l'illa. De fet, la ciutat es creu que es fundà cap al 2000-1900 aC.
La ciutat s'organitzà de nord a sud, adaptant-se al terreny, i contenia una xarxa viària important. Un carrer principal arriba fins a la denominada «Plaça Triangular», una protoàgora o espai de caràcter públic. En destaca el sistema de desguàs i xarxa de clavegueram documentat. Les tècniques constructives demostren un mètode força avançat: la fossa de fonamentació arriba fins a la roca mare per més endavant realitzar un basament de pedra volcànica cobert a base de plaques de calcària, que li donen un aspecte digne. L'alçat havia de ser resistent als moviments sísmics freqüents a l'illa, per la qual cosa està format d'armadures de fusta d'olivera, fang i còdols, el mateix que portes i finestres. Pel que fa al paviment, la terra mesclada amb petxines de petits mol·luscs i una capa de pedres era la base per a l'enllosat de les habitacions. Les sostrades són planes i amb terrats.
Els edificis s'han documentat segons la seva funció en tres tipus: 
- Les grans vil·les o cases de luxe, al sud-oest, anomenat Xeste 3, les quals tenien les habitacions de servei a la planta baixa i les d'ús privat a la primera planta. Tenien una àrea coberta que s'ha interpretat com un petit santuari domèstic. Totes les cases d'aquest tipus eren independents.
- Altres edificis van ser construïts en conjunt, a la zona est, junts, encara que amb parets dobles; constaven de 2 a 4 plantes. La planta baixa s'utilitzava com a sala de magatzem o tallers, mentre que a la resta de plantes hi havia habitacions d'ús privat, decorades amb magnífiques pintures murals.
- A la zona nord-est, hi havia unes estances destinades a emmagatzematge: «rebost nord», ja que a l'interior es trobaren grans pithoi, que guardaven la farina elaborada a la «plaça del molí».

Les cases tenien dos o tres pisos de tuf, recobert amb fang barrejat amb palla, i fonaments plens amb roca volcànica. Es feren servir pedres tallades com a elements fonamentals per al disseny de les façanes d'alguns edificis i la construcció d'escales i d'altres elements. Alguns murs es reforçaren amb bastiments de fusta, presumiblement per protegir-se contra els terratrèmols, perquè així se'ls donava una certa flexibilitat.
Cada edifici, a la vora de la porta d'entrada, tenia sempre una petita finestra que permetia el pas de la llum i reconèixer qualsevol visitant. Darrere la porta hi havia l'escala principal. Els sòls de les habitacions senzilles estaven coberts amb plaques d'argila cuita. A les sales de cerimònia, el paviment es cobria amb teules o amb mosaics de pedra simple i petxines. Totes les parets eren cobertes: els tallers i magatzems, en la seva majoria, amb fang, i les sales d'estar amb calç, a vegades tenyida amb colors de terra amb tons del rosa al beix. Dels sostres només queden traçats; probablement, eren fets de branques i canyes cobertes de terra batuda, a fi d'aconseguir l'aïllament tèrmic contra el sol a l'estiu i el fred a l'hivern. Sobre alguns sostres, com avui dia en les cultures de la Mediterrània, es condicionà un espai de vida addicional, probablement envoltat per balustrades de pedra tallada a l'alçada de la cintura.

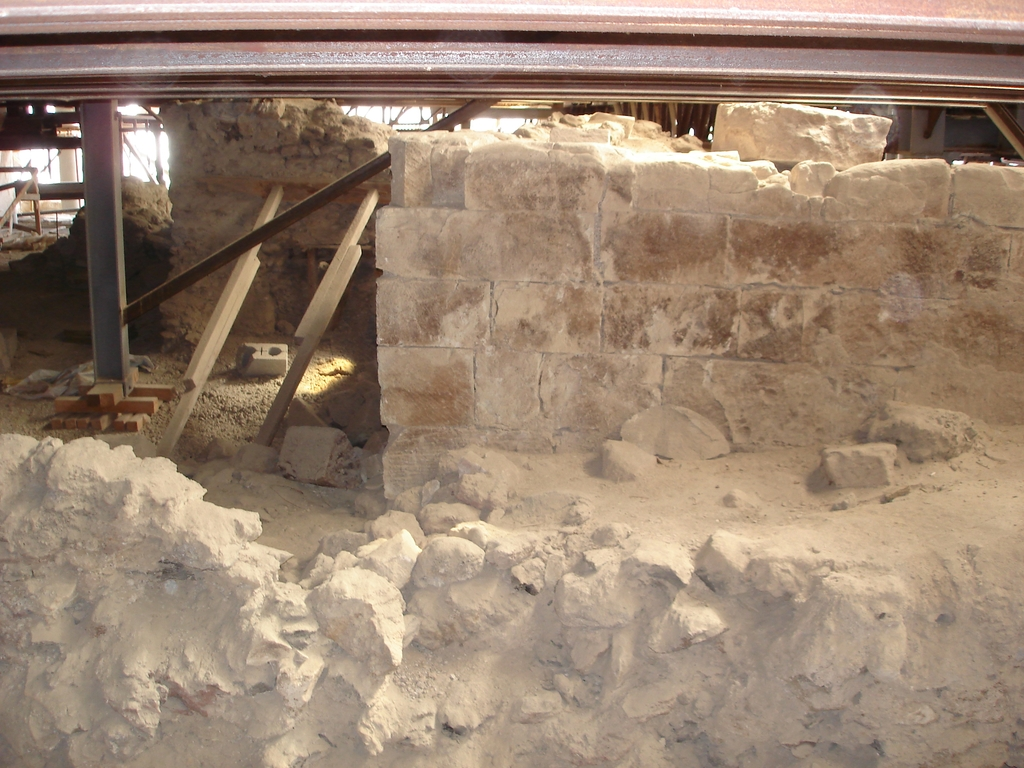
Part de la façana de l'edifici Xeste 4

L'edifici Xeste 4 consta de tres plantes i, per les seves grans dimensions, l'exterior realitzat amb pedres tallades i les riques pintures murals, es creu que era un edifici públic. N'hi ha fragments de pintura que representen una processó i que decoraven les parets de l'escala.
Les estructures indiquen un alt nivell de desenvolupament de la seva civilització. Les cases tenien els banys al primer pis, connectats per tubs d'argila al clavegueram. Les canonades començaven en el primer pis per una paret exterior i es conduïen per la planta baixa per la paret, fins a una connexió a la fossa d'aigües residuals davant de la casa, al carrer.
Els tallers, botigues i magatzems es trobaven normalment al soterrani, que constava d'una sèrie d'habitacions. Prop de l'escala, hi havia una sala que es destinava a servir de cuina i menjador. Aquí s'hi van trobar rodes de molí i els anomenats pithoi a terra, al costat de marcs encastats per a grans recipients de fang que contenien subministraments. En algunes d'aquestes habitacions, hi havia grans finestrals que donaven al carrer, la qual cosa fa pensar que eren botigues en què la venda es duia a terme a través de les obertures a les parets.
Als pisos superiors, el gruix de les parets era més fi, realitzat sovint amb marcs de fusta que formaven una filera de finestres. Pel que fa als bastiments de fusta, cal destacar que s'empraven principalment per a les parets interiors i que, a vegades, es col·locaven a la meitat inferior de la paret per incorporar-hi armaris o Polythyrons (parets amb portes, entre els pilars de fusta, que servien per a connectar dos espais que, quan es tancaven les portes, podien quedar com a habitacions independents). A l'edifici Xeste 4, s'hi troba una habitació amb tres parets d'aquest estil.

## La població
La població vivia bàsicament de la navegació i el comerç. El poble posseïa béns de Creta, del continent grec i de l'Àsia Menor. Es pot afirmar que la ciutat es dedicava a diferents oficis, que es poden copsar en l'estudi de les excavacions de les cases. Hi va haver indústria del metall, de ceràmica, de premsa de raïm i dos molins. Fins al moment, no hi ha resultats que indiquin clarament si es dedicaven a la construcció naval. L'alta qualitat de les pintures suggereix la residència d'artistes especialitzats. Quasi en cada casa hi havia un senzill teler, com ho demostra el gran nombre de pesos de teler trobats. Per les representacions dels caragols purpuris i del safrà d'on es podien treure tints, es creu que les peces de roba de llana i lli s'elaboraven en color. Al camp, hi havia una agricultura diversa dedicada al cultiu de verdures i fruites com ara cebes, llenties i cigrons, blat i ordi, figues i raïm, que eren populars, i els festucs, que ja eren coneguts. Pel que fa a la carn, en general es menjava carn d'ovella i també de porc i bestiar boví. Malgrat tot, a la cuina, el que es preparava més era peix, juntament amb musclos i vieires. El vi es feia com encara actualment s'elabora a l'illa.
No se sap com els habitants de la ciutat obtenien l'aigua, ja que no s'ha trobat cap mena de cisterna. En un fresc es representen dones anant a cercar aigua amb gerres, que porten al cap.

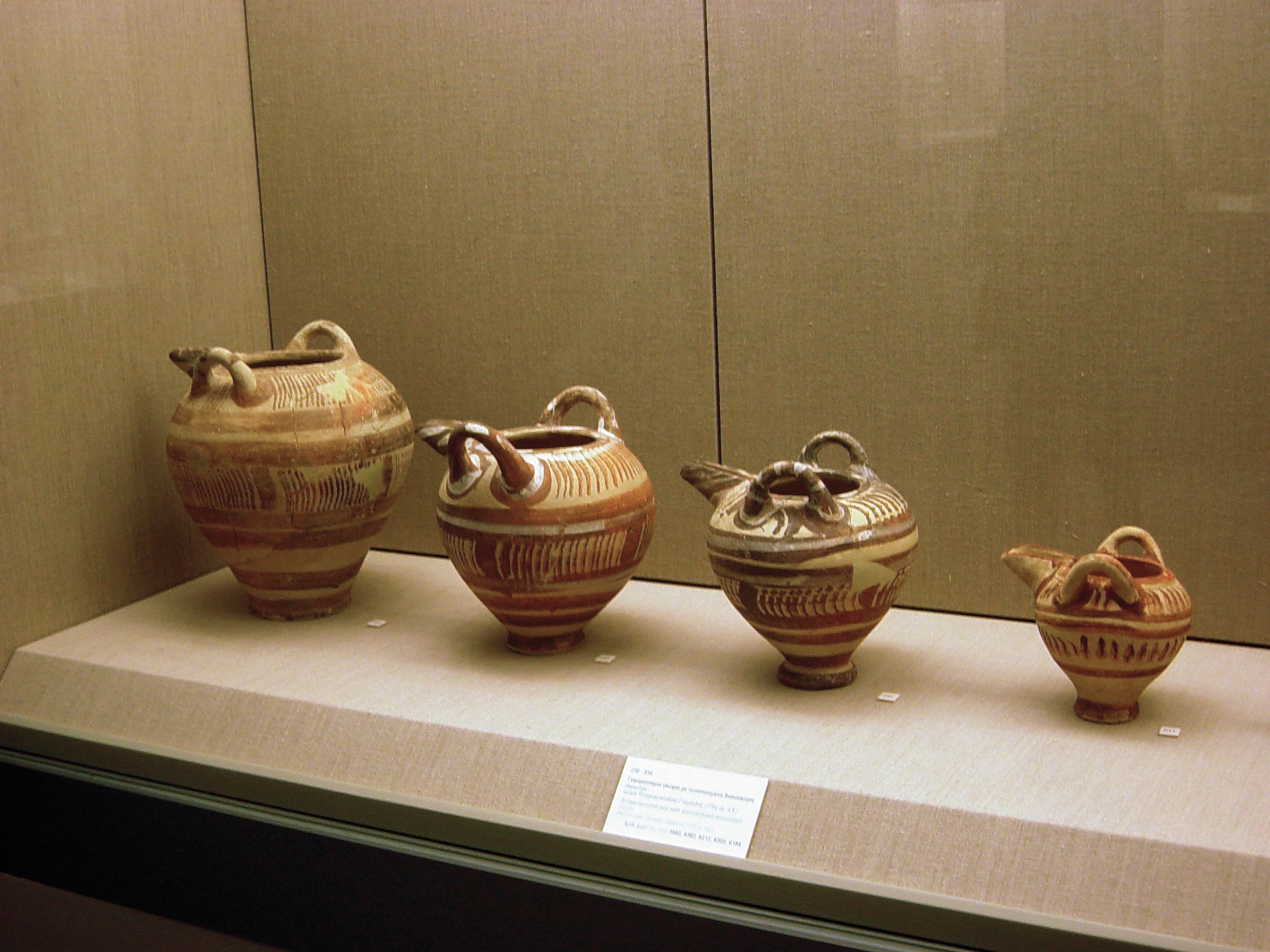
Atuells de ceràmica

Es van trobar atuells de ceràmica amb una gran varietat de formes i de qualitats. Les formes i decoració dels vaixells estaven influenciades per l'intercanvi cultural amb les altres illes de les Cíclades, especialment amb Melos, que era un centre de ceràmica dels més variats estils. Les influències sobre la ceràmica d'Akrotiri procedeixen de la cultura de l'illa de Creta minoica i micènica. Les tradicions estrangeres es van recollir en la fabricació local, incorporant-hi el seu propi estil.
S'hi trobaren eines tosques, com martells i morters de pedra, així com contenidors d'aigua i escudelles. Les eines més fines, com ara hams, ganivets, cisells i falçs, eren fetes de bronze. El plom s'usava com a material de pesos. Sobre la cendra i les restes volcàniques havia quedat impresa la silueta d'alguns mobles domèstics de fusta, com taules, llits i cadires. Els restauradors van poder reconstruir-los amb un buidatge de guix.

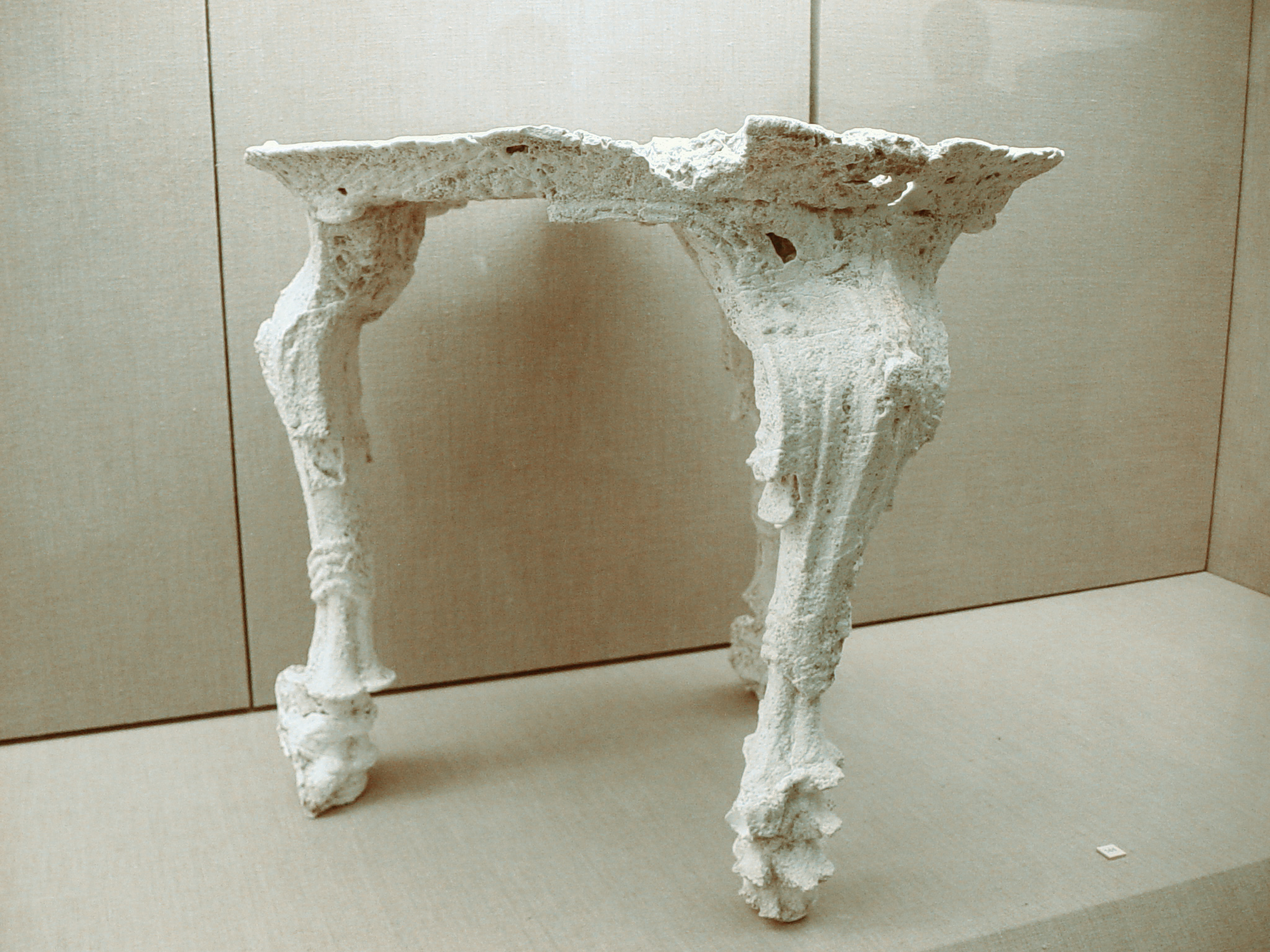
Reproducció d'una taula amb un buidatge de guix

A la part sud-oest de l'excavació s'ubica la millor referència religiosa o litúrgica d'aquesta comunitat. En aquest espai es va descobrir una fossa amb gran quantitat de banyes; la gran majoria eren de cabra i n'hi havia un parell de cérvol. En una capsa de fusta curosament elaborada, enmig de les banyes hi havia guardat un ídol d'or, que feia 11 cm de llarg i 9 cm d'alt i pesava 180 g. El cos i el cap eren modelats amb la tècnica de la cera perduda, però es pot observar que les potes van ser afegides més tard. La casa més propera sembla que es dedicava a la cerimònia de lustrum per als ritus d'iniciació, un tipus d'edificis que, fins al moment, només es coneixien a Creta. D'altra banda, es van trobar alguns rítons (ῥυτόν), objectes votius amb forma d'animal, amb una rica decoració.
Fins a l'actualitat no s'han descobert tombes que es puguin atribuir clarament a la ciutat. Tot i així, el 1897, al sud de l'actual capital de l'illa de Tera es van trobar en una pedrera presumiblement les restes d'una necròpoli del primer període de les Cíclades. També, a uns tres quilòmetres al nord d'Akrotiri s'han excavat tombes individuals que s'assignaren al període anterior a l'erupció.

## Estructura econòmica i social

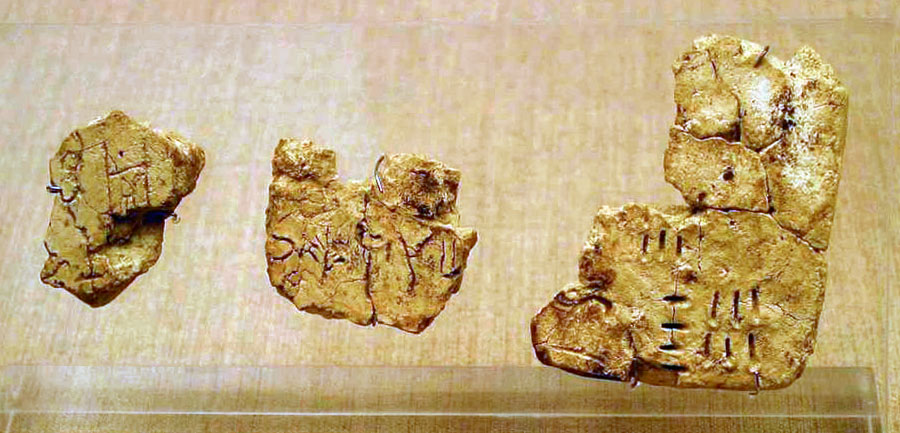
Taula amb escriptura «lineal A» trobada a Akrotiri (Santorí)

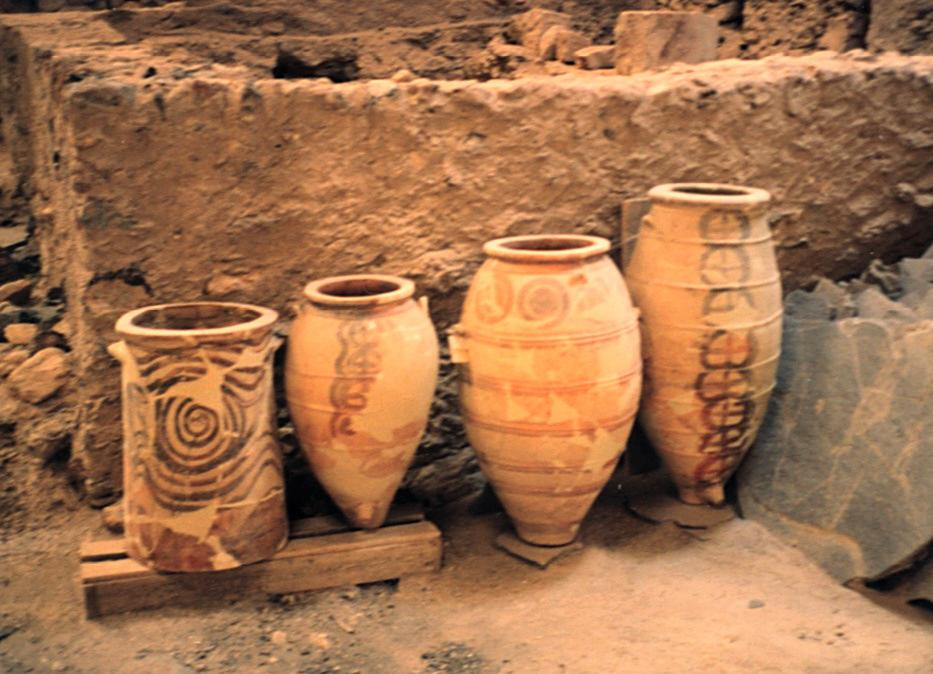
Mostra de gerros trobats a Akrotiri

Les descobertes que es van fer a la dècada de 1990 permeten una visió de les relacions comercials de la ciutat. Gràcies a uns fragments trobats d'unes tauletes d'argila gravades en escriptura lineal A i utilitzades per a fer l'inventari d'una de les cases excavades (probablement un magatzem), s'ha pogut saber que Akrotori comerciava amb grans quantitats de llana i d'oli d'oliva.
L'illa, a causa de la seva superfície, tant aleshores com en l'actualitat, no és gaire apropiada per a la cria de bestiar. Per això i per la quantitat de telers i restes de tint per a tèxtils trobats, se sospita que Akrotiri era, a l'edat del bronze mitjà, un centre per a la indústria de transformació dels productes tèxtils. La llana i el lli eren probablement comprats a les illes veïnes del nord. Els filaven, teixien i tenyien i, finalment, els enviaven al centre cultural de l'illa de Creta.
Les olives eren un producte estès per totes les illes de la mar Egea, tot i que segurament en una quantitat més gran que avui dia, i a Akrotiri devia tenir una importància molt significativa pel comerç. D'aquest període, quasi al 50% de totes les cultures de les Cíclades, Creta i Xipre (entre les quals s'inclou Santorí) s'han trobat flascons de la unitat comercial típica tant per a l'oli d'oliva com per al vi. La ubicació estratègica de l'illa en el camí de les rutes principals del comerç era un factor crucial per a la seva economia. En particular, Santorí era l'única illa que aconseguia arribar a Creta en només un dia de viatge. Com que els vaixells de comerç de l'edat del bronze no navegaven de nit, havien de cercar refugi a les badies de l'illa, que feien de trampolí clau per a la negociació amb Creta i amb tots els mercats del nord.

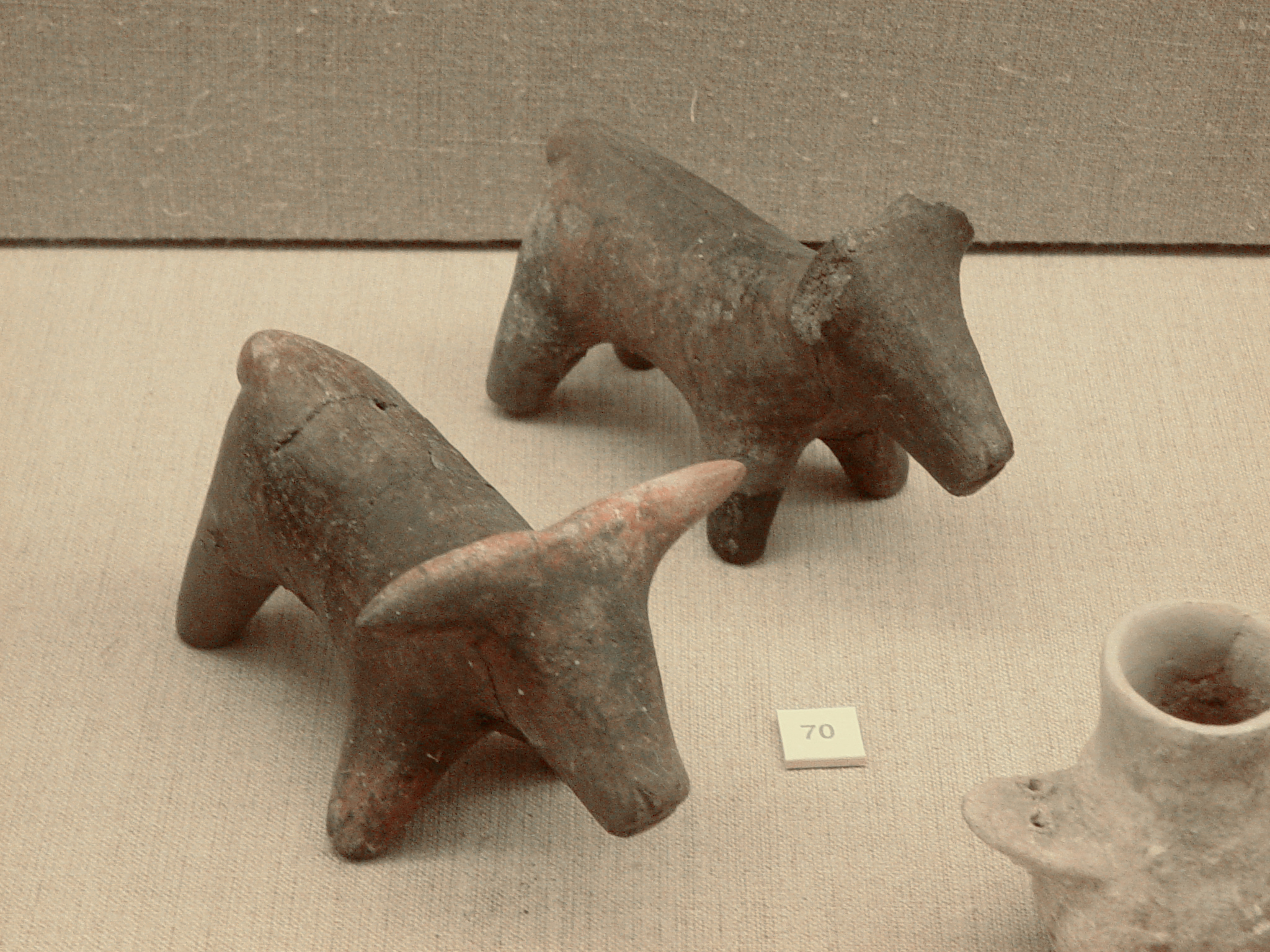
Figures de terracota

L'agricultura de Santorí provenia de petites masies disperses, de les quals se n'han trobat tres. Dues n'eren edificis de pedra amb una única habitació. La tercera tenia dues habitacions, un pati emmurallat i una cambra dels mals endreços o una nau.
A partir de les pintures al fresc es pot concloure que, si més no, el nucli habitat de la ciutat tenia una estructura social equilibrada. S'han deduït les professions d'alguns dels residents gràcies a les representacions dels frescs de llurs cases. Per exemple, del fresc de la Casa Oest, amb motius marítims, es pot interpretar que hi habitava un capità de vaixell o un comerciant marítim.
A diferència de Pompeia, a Akrotiri no es trobaren restes humanes. A més, tampoc no s'han trobat coses de valor a les cases amb l'excepció d'alguns pocs objectes, minuciosament preparats i recollits. Això suggereix que els residents van tenir temps, abans de l'erupció del volcà, de recollir els objectes de valor i fugir amb vaixells.
Segons els historiadors, sembla que la destrucció fou lenta i amb diverses fases abans de l'erupció real, i que els habitants de l'illa van ser advertits per un terratrèmol. Les seves empremtes es manifesten als carrers de pedra picada, que presenten esquerdes, i a les parets malmeses dels edificis. Després del terratrèmol, alguns dels habitants que havien fugit hi tornaren, van netejar els carrers deixant-los lliures novament, derrocaren parets i van ordenar els materials de construcció que es podien reutilitzar. Es van trobar un lot de llits que s'havien guardat en una casa per ser transportats novament més tard. Els atuells amb aliments no fets malbé també els portaren a uns punts de recollida fora de les cases.

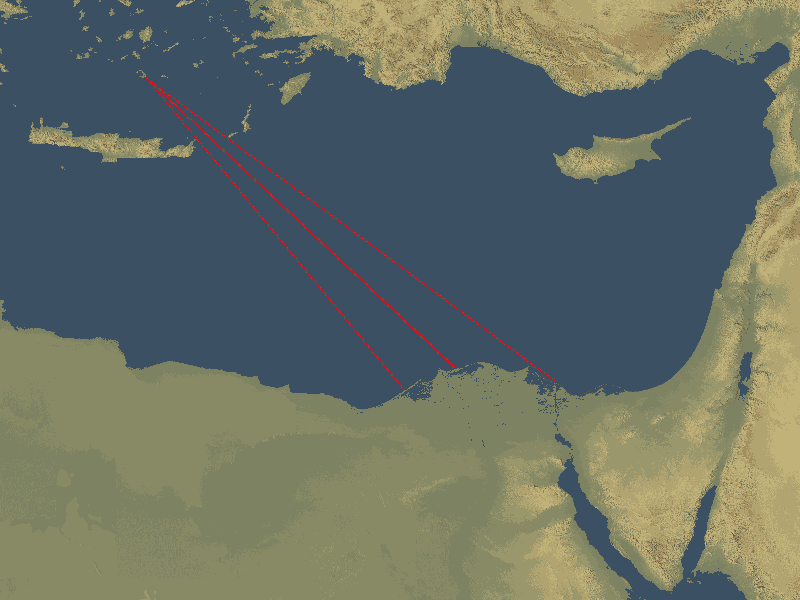
L'erupció de Tera: la imatge mostra que les ones dels tsunamis causats per l'erupció volcànica de Thera —vers el 1626 aC— haurien colpejat directament la regió del delta del Nil després d'haver viatjat uns 730 quilòmetres

Quan estaven portant a terme aquesta reconstrucció va ser quan ocorregué l'erupció volcànica. La quantitat de material expulsat fou baixa, de manera que els habitants van ser capaços d'escapar-ne amb seguretat. Tanmateix, en qualsevol de les illes veïnes hi ha les proves que en l'època de l'erupció s'havia produït una gran immigració. És probable que els refugiats de l'erupció, pels gasos emanats, o pels sismes submarins, perdessin la vida. L'erupció tingué diverses fases. La primera va ser una emissió de pedra tosca relativament lleugera, que es reflecteix en una capa prou prima de només set metres de gruix. Se n'enfonsaren els sostres a causa de la sobrecàrrega, però els edificis van quedar protegits de la destrucció, per a les etapes posteriors i més greus. Aquestes van produir gruixudes capes de cendra i lava de fins a 5 metres i, en altres bandes de l'illa, també entre 20 i 50 metres. Després de l'erupció, unes pluges intenses de llarga durada van fer que part de l'illa s'enfonsés.
A jutjar per les troballes arqueològiques disperses, la vegetació de l'illa tardà alguns segles a recuperar-se prou i fer la zona atractiva per a tornar a haver-hi assentaments humans. Unes peces individuals de la fase de la civilització micènica, prop del 1200 aC, es trobaren a Monolithos, a la mateixa illa de Santorí.

## Els frescs

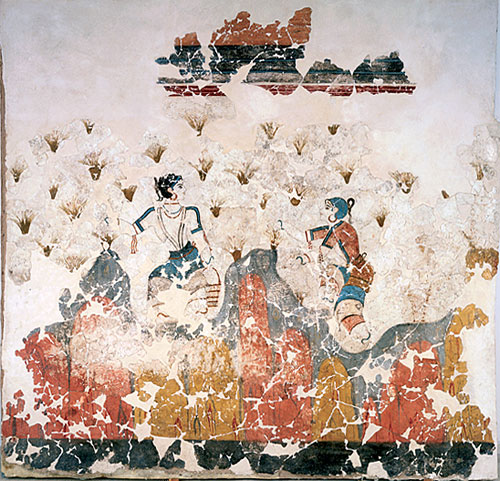
Fresc de Les recaptadores de safrà de la casa Xeste 3

Típic de l'alta qualitat de vida d'Akrotiri són els nombrosos frescs existents. Els temes van dels patrons geomètrics a les escenes quotidianes de vida marítima i agrícola, l'esport o jocs rituals. Els paisatges mostren la vida animal i vegetal de Santorí i de països exòtics com Egipte.
Els colors tenen una funció important per l'estilització dels motius de representació. Sovint no n'eren utilitzats amb els que els corresponia per a semblar reals a causa del dibuix de les imatges amb les zones adjacents de colors semblants. Els frescs de les cases són molt diferents en tema i estil, com eren també diferents els artistes que van realitzar el treball. S'aprecia el primmirat i detallat disseny i l'espectre de colors emprats. Excepte pel blanc de la calç del subsol, principalment es feren servir tres colors: ocre groc, ocre rogenc fosc i algunes vegades també un fort to de blau egipci. El blau de lapislàtzuli present en jaciments de l'edat del bronze de Grècia, no hi és, però, a Akrotiri. Les barreges de grafit i de color blau molt fosc-negre s'usaren per a l'elaboració dels contorns i els detalls. Els colors, en la majoria dels casos, eren en tons purs. Les barreges i ombres s'empren amb molta moderació. El verd de malaquita només apareix en petites quantitats. Aquestes pintures de Thera guarden una relació amb les de Creta, tant en estil com pel que fa als temes. Per exemple, el fresc de Les recaptadores de safrà d'Akrotiri de la casa Xeste 3, s'assembla a La parisina cretenca. Les anàlisis han demostrat que els mètodes de pintura i els pigments emprats eren els mateixos a tots dos frescs.

### Personatges

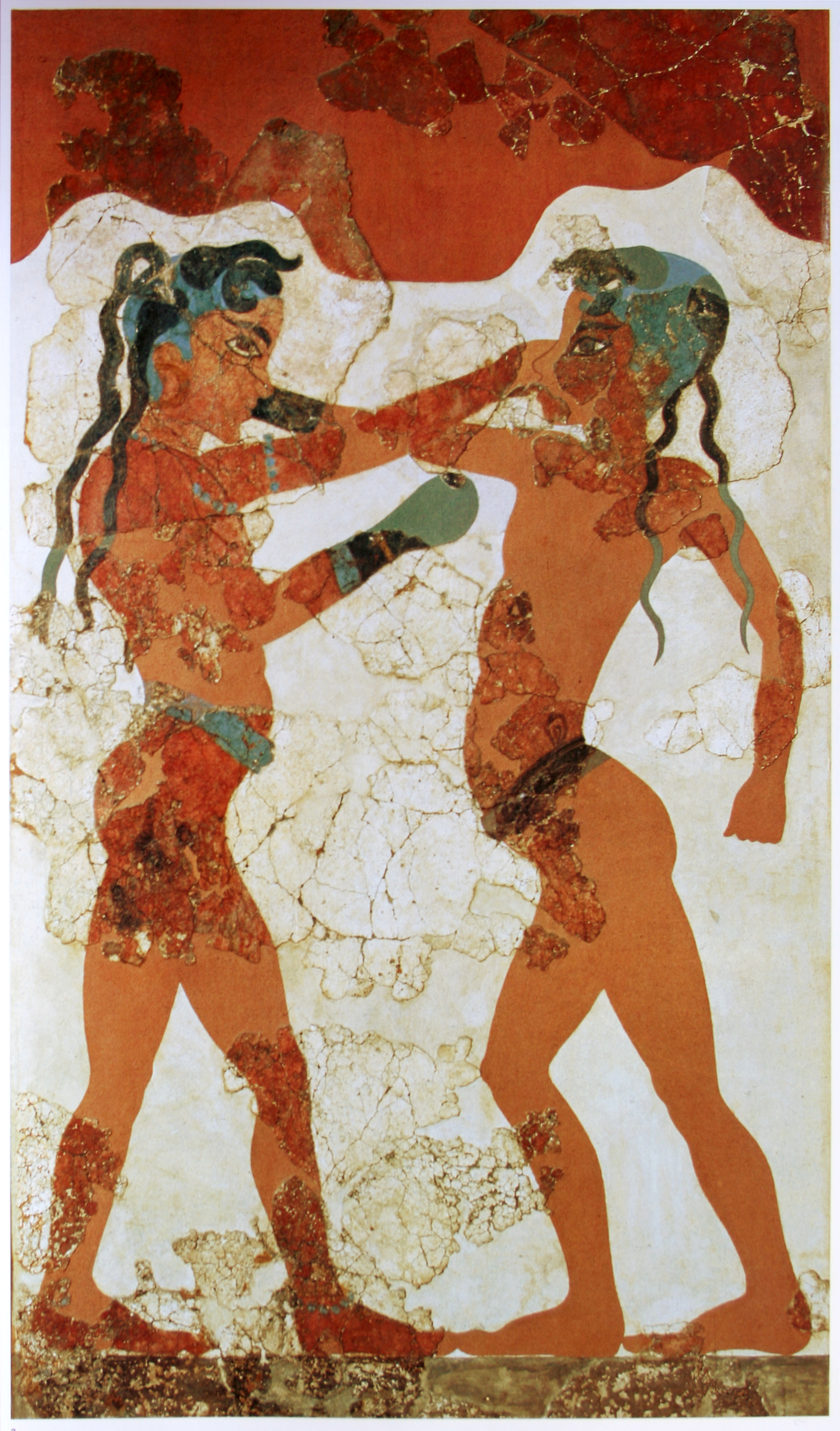
Fresc dels boxejadors, del sector B de la casa Xeste 3 Museu Arqueològic Nacional d'Atenes

Els homes es representaven normalment joves amb la pell fosca i amb un tors ample, el cabell amb llargs flocs a l'aire i les cames i el rostre sempre de perfil. Les dones, pel contrari, es pintaven amb la pell clara, pentinades amb adorns als cabells i amb faldilles llargues.
Uns quants personatges de tots dos sexes, que es creu que són sacerdots de cerimònies, porten túnica, que es coneixia des de l'Orient Mitjà. És una tela que embolcalla el cos dues vegades, una passant sota les aixelles i l'altra sobre l'espatlla, on es manté amb una fíbula i deixa caure la resta de la tela per l'esquena. Els vestits estan adornats amb dues amples franges. Ningú més porta una túnica blanca amb elements decoratius. S'observen alguns residents de la ciutat, també vestits de blanc, però sense cap indicació més específica.
Les dones usen, a més de les sacerdotesses esmentades, una túnica de color o una faldilla amb alguna sanefa pintada i una brusa amb mànigues fins al colze, o un vestit amb mànigues curtes, la part superior del qual era completament tancat. La roba es feia amb una tela decorada sovint amb ratlles. Els caps apareixen de perfil i amb els ulls de cara.

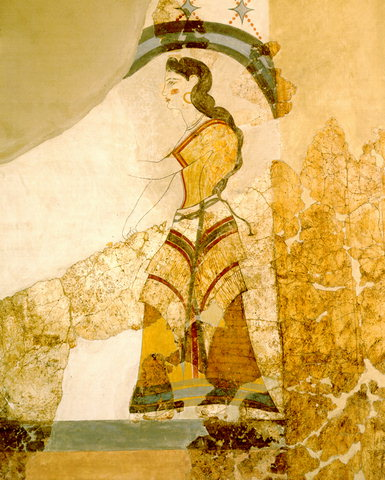
Fresc d'una dona amb papirs d'Akrotiri

La majoria dels personatges urbans estan coberts amb una mena de capa en blanc, vermell, ocre i blau-negre. En una representació de pastors, usen la mateixa roba amb un tall similar. Els frescs mostren, per tant, els diferents tipus de tapall o faldilles. Alguns personatges només porten un cinyell amb una tira de tela a l'entrecuix, amb els extrems que pengen de la part davantera i posterior. Es tracta principalment de persones representades durant la realització d'un treball físic, com ara pescadors, remers o pastors.
A part de les representacions individuals i de grups més petits que apareixen als frescs en quasi tots els edificis, no és gaire corrent trobar-hi escenes de multituds. Per això, el Fresc dels Vaixells a la Casa de l'Oest és significatiu. Aproximadament 370 persones estan representades a les pintures en miniatura. D'aquestes, 120 són remers que s'il·lustren esquemàticament als vaixells, d'altres estan massa mal conservades per a ser avaluades. S'hi troben també 170 figures d'homes amb la cara prou recognoscible i només deu dones. Quasi totes les dones apareixen amb vestit de gala i el pentinat molt elaborat.
Les espases de bronze eren poc conegudes, resultaven cares i poc eficaces. S'utilitzaven com a armes punxants, però poques vegades en batalla. La principal arma n'era la llança, que es feia servir també en la caça. La longitud de les llances als frescs en comparació amb la mida del cos està grotescament exagerada. Correspon a més de quatre metres i, si fos real, en comparació amb la mida del cos, no podria sostenir-se lliurement amb una mà. Dos tipus d'escuts hi són coneguts des de l'edat del bronze grega. La forma rectangular és el que està representat a Akrotiri. Aquest escut era massa pesant per a sostenir-lo amb una sola mà i, per tant, necessitava l'ajut d'unes corretges.

### Ciutats i edificis
El Fris dels Vaixells, de la casa de l'Oest, mostra dues ciutats i un viatge per mar d'una ciutat a una altra. Les ciutats estan integrades en un paisatge rocós mostrat amb poca vegetació. Consten de cases individuals, col·locades sense perspectiva les unes contra les altres. Les façanes es pintaven fil per randa. Es poden distingir les parets de pedres irregulars, sovint de maons ordinaris, i les façanes eixalbades. Les parets de guix pintades en tons blau i ocre, i una casa d'un vermell brillant, tenen grans finestrals i sostres plans. Algunes cases tenen el sostre que recorda la forma d'una pinya. D'altra banda, un vistós edifici està adornat com es coneix en la cultura minoica de les Cíclades, per tant, se'l considera un santuari sagrat. Un altre fresc a la mateixa habitació mostra una petita estructura que podria ser una font sagrada.

### Vaixells
Estan ben representats els vaixells en la cultura bèl·lica i comercial d'aquella època. Es pot observar perfectament al Fresc dels Vaixells de la Casa de l'Oest. La majoria de les embarcacions eren impulsades per rems. Poques vegades se'n podia confiar en les de vela, ja que depenien de si bufava el vent. Els vaixells més grans representats als frescs són de cinc fins a vint-i-quatre rems. A causa de la perspectiva, que ens els mostra d'un costat, ha de suposar-se que hi havia el mateix nombre de rems al costat oposat. Els vaixells estaven en condicions de navegar i podien fàcilment assolir els objectius més llunyans. Els personatges són a la coberta de popa i a les cabines cobertes amb una carpa per als passatgers, i potser també per als oficials. Un home està dret davant de la cabina de popa, amb una canya de timó de direcció al costat dret. Els cascs es decoraven sovint amb símbols d'animals, lleons, dofins i ocells. L'aparell d'una embarcació estava penjat repartit per tot arreu. Només un dels vaixells es representa amb veles, encara que tots tenen més d'un pal i l'aparell. El casc del veler és decorat amb coloms simbòlics, per la qual cosa es creu que aquest vaixell feia un servei de missatgeria. A més a més dels vaixells grans amb més remers, hi ha petits bots de rems de pescadors.

### Plantes

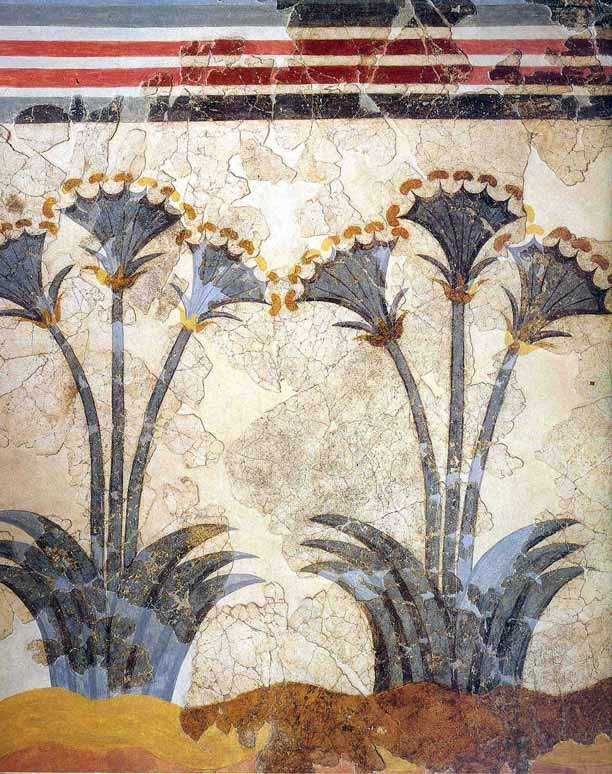
Plantes de papirs

La flora s'hi mostra amb detall, de manera que encara és recognoscible després de 3.500 anys. Els pins, festucs, oliveres i figueres hi són visibles. Una gran varietat d'espècies de plantes es presenta en un curs d'aigua. Els joncs, les herbes i les canyes són identificables. El papir tenia gran importància, cosa que es pot veure tant als frescs com a les pintures de decoració de la ceràmica. Les il·lustracions d'Akrotiri són en gran part idèntiques a les que hi ha a Micenes, a Melos i a Cnossos (Creta), fet que suggereix un intercanvi directe dels artistes.
La palmera datilera, un motiu relativament comú a Akrotiri, és pràcticament desconeguda en altres illes Cíclades. La figura és en les formes biològicament molt precisa, però no pel que fa al color, que sembla haver estat utilitzat més per l'efecte de contrast. La palmera apareix de tant en tant en atuells de ceràmica. A Santorí, el safrà pot ser considerat quasi com un símbol. Els temes naturals com a elements decoratius (flors, roques i orenetes) són elements centrals en diverses escenes i s'usaven per a adornar també en pintures al fresc els caires de les finestres. En el fresc més conegut de Les recaptadores de safrà, s'hi representen tots aquests elements perfectament executats. Les figures es tractan amb gran finesa. Algunes en porten cistells i una es treu una espina del peu. L'escena, probablement, tenia una finalitat ritual d'ofrena de pastissos de safrà, que sembla que és el que porta en una altra pintura una sacerdotessa.

### Fauna

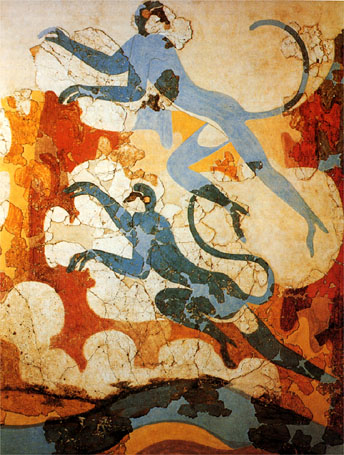
Detall d'un fresc amb mones blaves trobat al sector Beta

La majoria dels animals es reprodueixen fidelment en la forma i en el moviment. En canvi, els colors, sovint, no són els propis de la natura, sinó que se'n seleccionen segons les necessitats de l'artista a efectes de contrastar els cossos amb les bases de color. Alguns s'han realitzat amb gran detall malgrat no ser d'espècies conegudes a Santorí. De fet, la gran majoria dels animals que es reprodueixen són d'espècies del nord de l'Àfrica, com grans felins, antílops i mones, així com animals mitològics. Això demostra que els artistes tenien accés a la tradició iconogràfica d'Egipte.
El bestiar no era freqüent a les Cíclades i encara més rarament a Akrotiri. En un dels murals, s'hi representen dos animals molt mal conservats davant una porta i un home. També algunes impressions de segells trobats mostren com a motiu un bou. Les imatges de bous descobertes a Delos estan vinculades a un sacrifici religiós propi de la cultura minoica, és a dir, a un santuari. Extraordinàriament, també s'ha descobert una escena amb ovelles i cabres en ramat.
Aparentment popular a Akrotiri, i rarament en altres illes de les Cíclades, és el motiu dels dofins. Aquestes figures apareixen almenys deu vegades dibuixades en àmfores d'Akrotiri, tot i que gairebé mai en altres tipus de ceràmica. Els dofins també s'han trobat en escenes marítimes de les pintures murals decoratives en què adopten formes molt estilitzades. Totes les representacions de dofins són molt similars i segueixen un estil molt esquematitzat.
De tots els animals, però, els que estan més representats en els frescs d'Akrotiri són els ocells, principalment ocells aquàtics com els ànecs. En els frescs, es poden reconèixer fàcilment una espècie d'ànecs egipcis mentre que la resta sembla que són una representació lliure per part de l'artista. També s'hi han trobat de manera recurrent, especialment en paisatges de primavera, orenetes, les quals també han servit per a adornar la ceràmica. El que cal destacar més, però, és la funció dels coloms a Akrotiri. Diversos coloms adornen alguns vaixells, en particular, el casc de les embarcacions de vela, i es pensa que aquesta figura simbolitzava la funció de missatger d'aquest vaixell.

## Frescs a la Casa de l'Oest

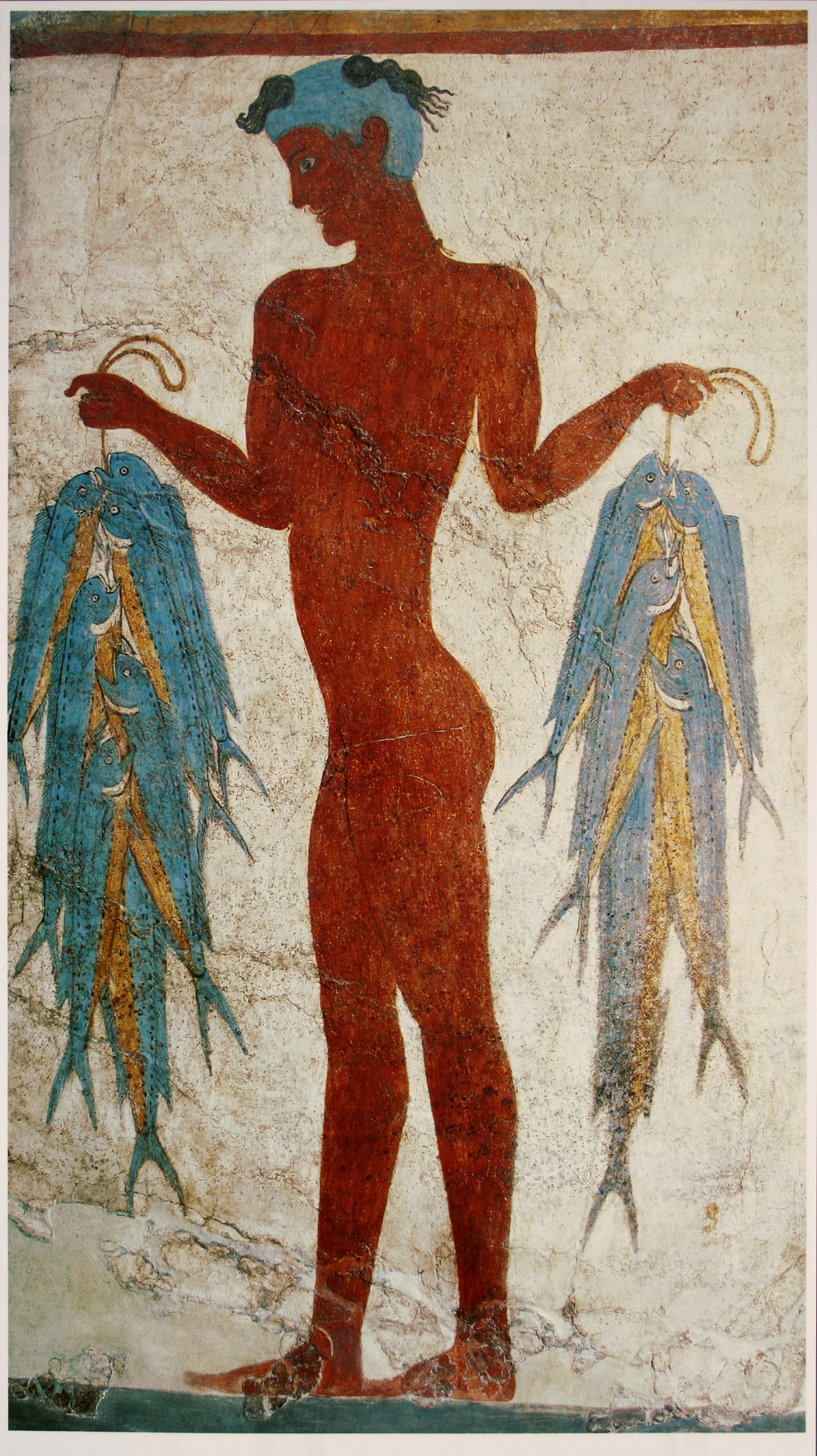
Fresc Els pescadors

La Casa de l'Oest es considera la residència d'un arcont i podria ser el lloc dedicat als espectacles públics. D'aquest edifici, procedeixen tres importants frisos amb les representacions següents:
- La representació d'Els pescadors, que presenta uns joves nus amb el cap rapat i pintat de color blau.
- La representació sobre una Batalla naval d'una alçada de quaranta centímetres, en què apareix una escena bèl·lica contra una ciutat plena de guerrers armats amb llances, sota els quals hi ha un vaixell encallat a les roques i uns homes nus que cauen a la mar.
- La representació de la seva celebració posterior amb el Fresc dels Vaixells, també d'una alçada de quaranta centímetres, és el punt culminant de les pintures descobertes a Akrotiri. S'hi aprecien vuit embarcacions de vela que viatgen des d'un petit poble a una ciutat probablement més gran i més adornada, on s'espera la seva arribada. La distància es considera curta, ja que els vaixells no estan clarament equipats per a viatges oceànics. A bord, tothom sembla vestit de festa. Els passatgers, per tant, no són soldats, fet que indica que el viatge té un objectiu amistós. Al turó més proper, hi tenen lloc unes cerimònies en què personatges de tots dos sexes vestits de festa es mouen al peu d'una font sagrada. Porten presents a les mans, que ensenyen plenes d'objectes irrecognoscibles, possiblement escudelles o coves. Els paisatges estan dibuixats amb colors forts per tal de destacar les pedres volcàniques. El tema n'és la celebració de la represa anual de la navegació. Una altra representació al mateix Fresc dels Vaixells és un paisatge tropical delimitat per un riu, semblant als que es presenten en la tradició cretenca, que manlleva paisatges d'Egipte amb les seves plantes i animals. En canvi, a Akrotiri, s'afegeixen parts com el riu i alguna vegetació que es considera local. El riu proporciona el marc per a dos subtemes: la caça d'animals silvestres a la part superior i els conreus de palmeres i papirs a la zona inferior.

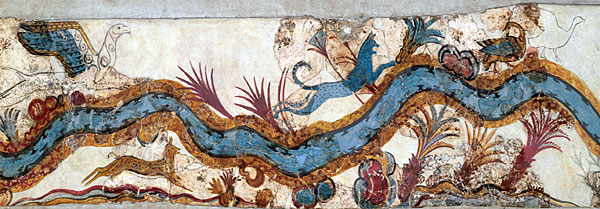
Riu amb paisatge tropical, escena del Fris dels Vaixells

Les imatges d'aquesta casa es poden interpretar com la processó d'una celebració del començament de la temporada de navegació a la primavera, després del final de les tempestes d'hivern. Totes les imatges tindrien una connexió amb el tema de la primavera de la cerimònia que se celebra al turó.

## Fresc de la primavera

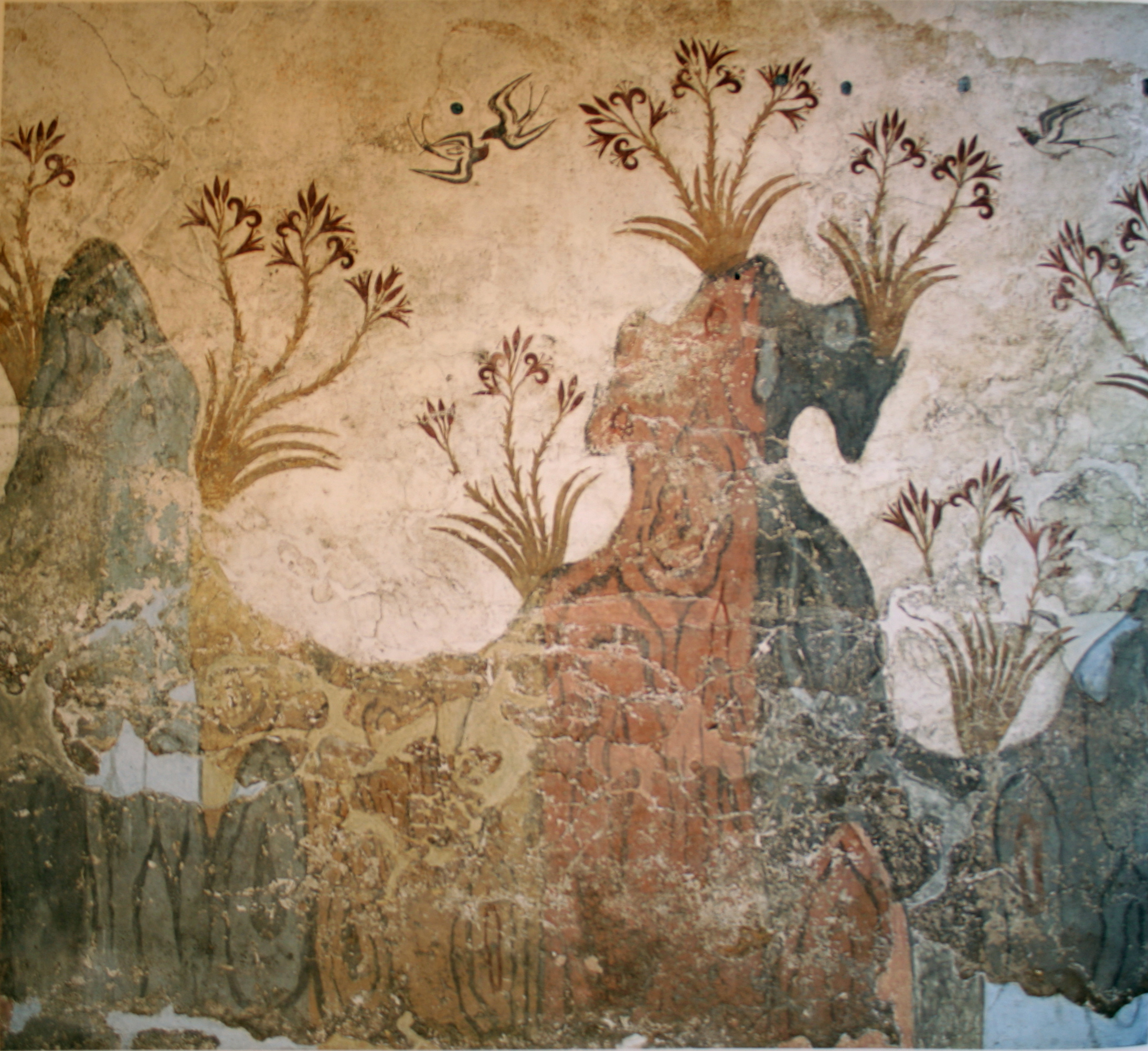
Fresc de la primavera del sector Delta, museu Arqueològic Nacional d'Atenes

El fresc de La primavera, trobat al sector Delta del jaciment, és l'únic que cobreix tres parets d'una sala trobada en un edifici d'Akrotiri. Presenta un paisatge rocós de l'illa abans de l'erupció volcànica. Uns petits grups de lliris vermells dominen les formacions volcàniques rogenques i grises, mentre que les orenetes volen sobre l'escena i simbòlicament anuncien el renaixement anual de la natura. La utilització de rics colors (blanc, vermell, groc i blau) i el moviment creat pel vaivé de les flors amb vent i el joc de les orenetes permeten atribuir aquest fresc al pintor de les Recaptadores de safrà.
L'habitació tenia una plataforma dalt d'una paret i una obertura cap a una habitació més petita orientada al nord. El model de guix d'un llit també prové d'aquesta peça.

## Fresc dels Boxejadors i dels antílops

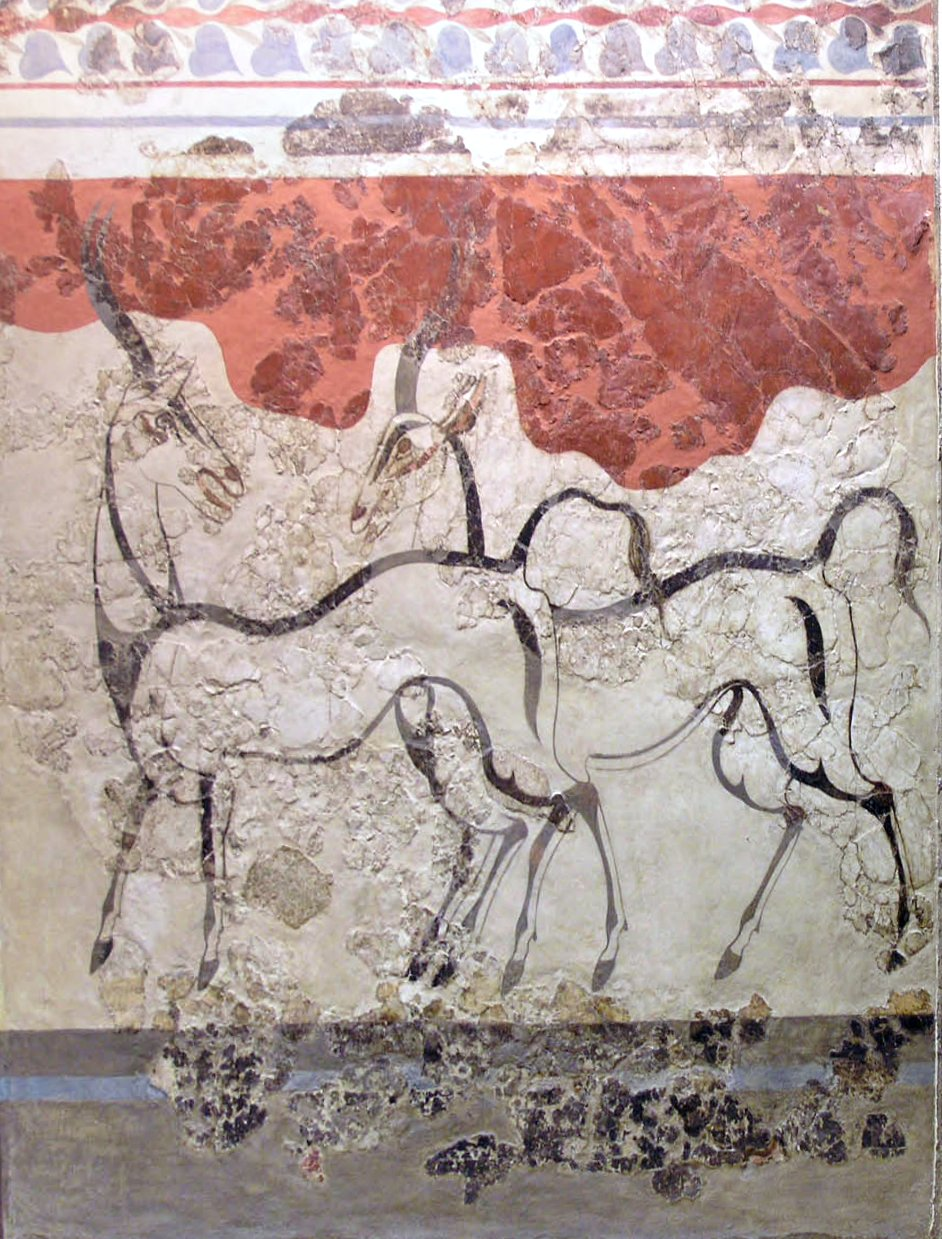
Fresc dels Antílops de Xeste 3

El Fresc dels Boxejadors, que pertany al sector B de la casa Xeste 3, és un mural que representa dos joves nus amb un cinturó i guants de boxa. Té el cap rapat amb l'excepció de dos llargs flocs que cauen per darrere i dos més curts sobre el front. La pell fosca indica el sexe masculí, tal com era natural representar els homes en aquella època, a diferència de les dones, que es dibuixaven amb la pell clara. El jove de l'esquerra utilitza braçalets i collarets, que indiquen un nivell social superior. Aquesta obra és del mateix artista que va pintar el Fresc dels Antílops a la mateixa sala.
El Fresc dels Antílops, també de la Xeste 3, incorpora dos antílops dibuixats amb línies fosques recolzats sobre un fons de guix blanc. Els moviments dels rostres són simples i expressius. És possible que formés part d'una composició més complexa, amb figures humanes i altres animals. Es conserva al Museu Arqueològic Nacional d'Atenes.

## Escultures figuratives

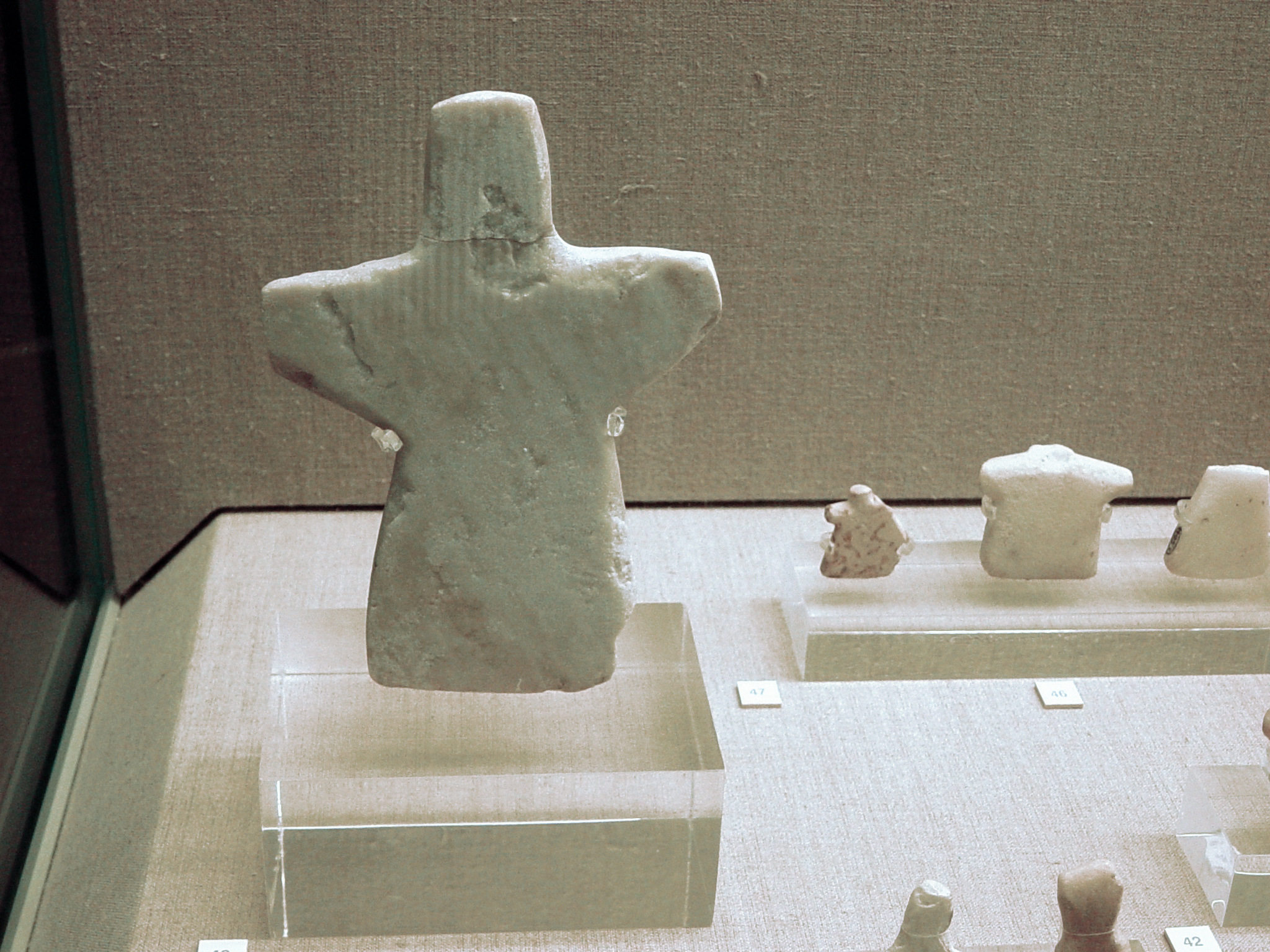
Escultura de marbre, Museu de la Cultura de les illes Cíclades, d'Akrotiri

En l'evolució de l'estatuària ciclàdica, hi ha dos grans corrents paral·lels des de les escultures neolítiques. Les línies evolutives corresponen, d'una banda, a les siluetes esquemàtiques del tipus de «caixa de violí» i, d'altra, a les «realistes»: 
El tipus «caixa de violí» té l'etapa d'apogeu en el ciclàdic antic, és a dir, pràcticament tota la primera meitat del III mil·lenni aC; el terme «realista», donat al segon grup, ha d'entendre's en un sentit general, perquè les escultures ciclàdiques es caracteritzen precisament per la geometria de les faccions i dels membres del cos, lleument marcats i sense cap mena d'articulacions. A mesura que avança el temps, les últimes estatuetes tenen algun detall com ara ulls o boques lleument insinuats. D'espatlles amples i malucs estrets, les figures representen, en la majoria de casos, dones nues amb els braços plegats sobre l'estómac.

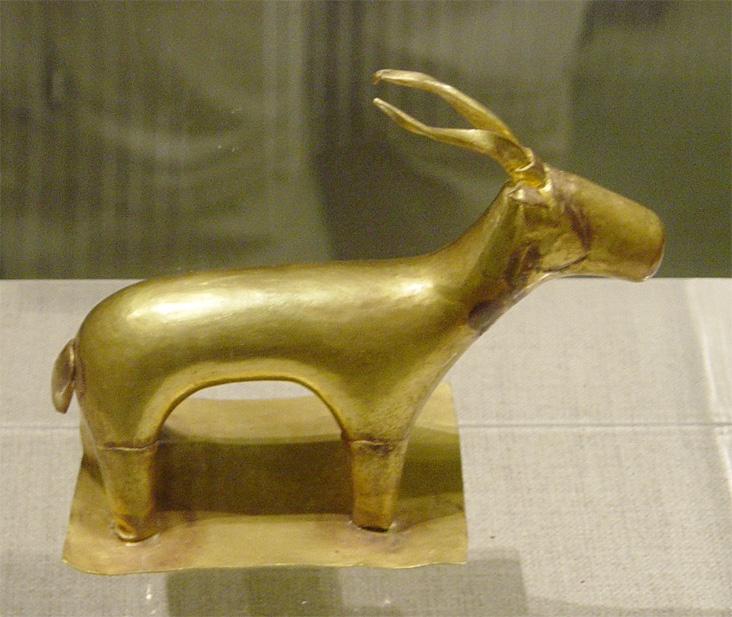
Aquesta és l'única escultura d'or trobada fins al moment en l'excavació, que estava amagada sota el terra d'una casa

El suau modelatge dels ídols ciclàdics s'aconseguia mitjançant el desgast de la peça de marbre amb la pedra d'esmeril. A l'illa de Naxos, s'explotaven mines de corindó, carbó cristal·lí d'immillorable qualitat, que era la pedra d'esmeril amb la qual es repassava i polia cada figura.
A les excavacions, en un cenotafi de la plaça més gran de la ciutat, van aparèixer disset ídols, més uns altres vint en diferents llocs d'Akrotiri. I s'hi han confirmat els estudis efectuats a la dècada de 1960: procedeixen de l'estil d'ídols de pedra trobats a la costa erosionada per la mar.
Cinc de les pedres estan completament elaborades, són planes i tenen una forma que mostra aproximadament un començament de les espatlles d'una persona i el coll. En nou d'aquestes petites escultures de pedra trobades, les formes s'han aprofundit més o menys i presenten una transformació. Dotze personatges estan classificats segons el tipus de «caixa de violí», encara molt abstractes, i que presenten el cos de dona amb una cintura estreta i protuberàncies al coll. Hi ha vint-i-sis ídols que són abstractes figuratius i onze més de realistes. Les figures es daten des del Neolític del segle iv aC, als ídols figuratius de la primera època de les Cíclades, prop del 2500 aC.

## Akrotiri en l'actualitat

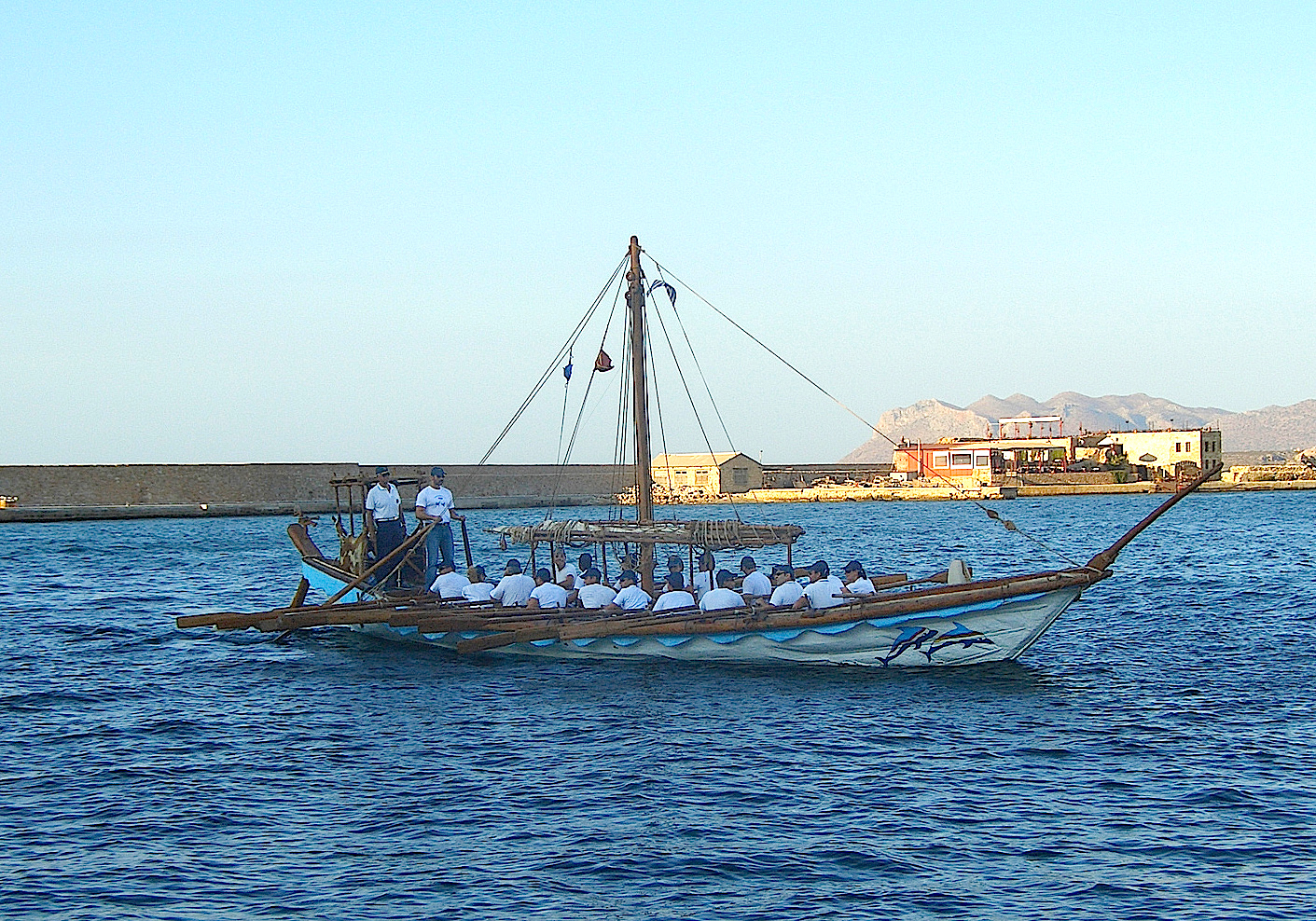
Reconstrucció d'un vaixell minoic en condicions de navegar. El Minoa a Khanià

Per conservar millor els vestigis del jaciment i protegir-los de la intempèrie i la radiació solar, es va procedir a aixecar una gran estructura que cobrís àmplies parts del jaciment. Desgraciadament, el setembre del 2005, la mencionada estructura de metall amb bigues d'acer es va ensorrar i matà un turista.
Des de llavors, el lloc de l'excavació roman tancat al públic. El juny del 2008, es va anunciar que aquesta romandria sense poder visitar-se fins a almenys l'any 2010. El jaciment es va tornar a obrir al públic durant l'abril del 2012.
L'any 2014, després de 47 anys de treball, es van tancar els tallers de restauració del jaciment per manca de finançament.
Els frescs van ser restaurats al Museu Arqueològic Nacional d'Atenes, lloc on se n'exhibeix una part. El 2001, es va obrir el nou Museu Prehistòric de Thera, capital de Santorí, que alberga una col·lecció de frescs d'Akrotiri, així com una exposició de la ceràmica (vasos, copes, gerres diverses i figures individuals).
Una exposició rica en detalls de rèpliques de quasi tots els frescs trobats prèviament s'observa al Centre de Congrés de la Fundació Thera.
Gràcies a les imatges dels vaixells dels frescs d'Akrotiri, en particular les del Fresc dels Vaixells de la Casa de l'Oest, es va poder reconstruir per primera vegada un vaixell minoic en condicions de navegar. El Minoa (nom del vaixell) es va construir entre 2001 i 2004 a Creta i es presentà públicament durant els Jocs Olímpics d'estiu del 2004 d'Atenes. Actualment, s'exhibeix al Museu Marítim del port de Khanià de Creta.